# Richard Kelly (polityk)
Richard Kelly (ur. 31 lipca 1924, zm. 22 sierpnia 2005) – amerykański polityk, członek Partii Republikańskiej. W latach 1975–1981 był przedstawicielem piątego okręgu wyborczego w stanie Floryda do Izby Reprezentantów Stanów Zjednoczonych.